# NGC 1612
NGC 1612 é uma galáxia espiral (S0-a) localizada na direcção da constelação de Eridanus. Possui uma declinação de -04° 10' 19" e uma ascensão recta de 4 horas, 33 minutos e 13,1 segundos.
A galáxia NGC 1612 foi descoberta em 21 de Dezembro de 1881 por Édouard Jean-Marie Stephan.